# 1RXS J160929.1-210524
1RXS J160929.1-210524 (GSC 06213-01358) es una estrella en la constelación del Escorpión situada a 470 años luz de distancia del sistema solar. De magnitud aparente +13,8 en banda B, es una joven estrella pre-secuencia principal perteneciente a la asociación estelar Scorpius Superior (subgrupo de la asociación estelar de Scorpius-Centaurus), cuya edad es de aproximadamente 5 millones de años.
1RXS J160929.1-210524 es considerada un joven análogo solar con una masa de 0,85 masas solares y un radio de 1,35 radios solares. De tipo espectral K7V, su temperatura efectiva es de 4060 K. En 2008 se obtuvo una imagen de un posible planeta alrededor de 1RXS J160929.1-210524.

## Sistema planetario
En 2008 se anunció que el astrónomo David Lafrenière y colaboradores, utilizando el Observatorio Gemini, tomaron imágenes de lo que parecía ser un planeta (designado 1RXS1609 b) en órbita alrededor de esta estrella.
En ese momento no pudo establecerse si estaba gravitacionalmente ligado a la estrella, aunque las probabilidades de un alineamiento casual entre ambos cuerpos eran bastante pequeñas. Si efectivamente estaba ligado a 1RXS J160929.1-210524, era un planeta extrasolar muy alejado de la estrella, a 330 UA, unas 11 veces la distancia que separa a Neptuno del Sol. De hecho, la existencia de un planeta tan lejos de su estrella plantea un desafío a los modelos teóricos sobre formación planetaria.
Posteriormente, en 2010, el movimiento propio común tanto de la estrella como del segundo objeto confirmaron que este último es un planeta.

La masa estimada de 1RXS1609 b es unas 8 veces mayor que la de Júpiter y su temperatura superficial puede ser de 1800 K.
| Nombre     | Nombre     | Masa   | Radio  | Distancia (UA) | Descubrimiento |
| ---------- | ---------- | ------ | ------ | -------------- | -------------- |
| 1RXS1609 b | 1RXS1609 b | ~ 8 MJ | 1,7 RJ | 330            | 2008           |